# International Accounting Standard 1
Der International Accounting Standard 1 mit dem deutschen Titel Darstellung des Abschlusses ist ein Rechnungslegungsstandard des International Accounting Standards Board (IASB).
Der Standard soll vergleichbare IFRS-Abschlüsse, sowohl gegenüber Abschlüssen des eigenen Unternehmens aus vorangegangenen Perioden, als auch mit den Abschlüssen anderer Unternehmen, gewährleisten. Um dies sicherzustellen, wurden Mindestanforderungen für die Darstellung, den Umfang, sowie den Aufbau eines Abschlusses festgelegt.
Zweck des Abschlusses ist eine strukturierte Darstellung der Finanz-, Vermögens- und Ertragslage, um verschiedenen Adressaten des Abschlusses die Möglichkeit zu geben, wirtschaftliche Entscheidungen treffen zu können.
Kürzlich hat das International Accounting Standards Board (IASB) Änderungen an IAS 1 in Bezug auf die Klassifizierung von Verbindlichkeiten als kurzfristig oder langfristig (Januar 2020) und in Bezug auf langfristige Verbindlichkeiten mit Auflagen (Oktober 2022) für Geschäftsjahre, die am oder nach dem 1. Januar 2024 beginnen, beschlossen. Bezüglich dieser Änderungen ist das Endorsement am 19. Dezember 2023 erfolgt (EFRAG-Veröffentlichung vom 20. Dezember 2023).
IAS 1 ist nicht auf die Zwischenberichterstattung anzuwenden. Hierzu gibt es einen eigenen Standard (IAS 34).

## Pflichtbestandteile eines IFRS-Abschlusses nach IAS 1.10
Bisherige Nomenklatur:
- Bilanz (Balance Sheet)
- Gewinn- und Verlustrechnung (Income Statement)
- Eigenkapitalspiegel (Changes in Shareholders’ Equity)
- Kapitalflussrechnung (Statement of Cashflows)
- Anhang (Notes)

Die Änderungen des IAS 1 umfassen auch einige sprachliche Neuregelungen:
- statement of financial position as at the end of the period (Balance Sheet)
- statement of comprehensive income for the period ("Income Statement")
- statement of changes in equity for the period
- statement of cash flows for the period

Aufgrund diverser negativer Stellungnahmen in der Kommentierungsphase zum IAS 1 (rev 2007) können Unternehmen die Titel der Pflichtbestandteile frei wählen.
Kapitalmarktorientierte Unternehmen müssen nach IAS 14 zusätzlich eine Segmentberichterstattung (Segment Reporting) erstellen.

## Bilanzgliederung nach IAS 1.54
| Aktiva | Passiva |
| --- | --- |
| 1. Langfristige Vermögenswerte 1. Immaterielle Vermögensgegenstände 2. Sachanlagen 3. Investment Properties 4. At-equity-Beteiligungen 5. Übrige Finanzanlagen 6. Latente Steuern 2. Kurzfristige Vermögenswerte 1. Vorräte 2. Forderungen 3. Sonstige finanzielle Vermögenswerte 4. Steuerforderungen 5. Liquide Mittel | 1. Eigenkapital 1. Eingezahltes Kapital und Rücklagen 2. Minderheitsanteile 2. Langfristige Schulden 1. Langfristige Finanzschulden 2. Langfristige Rückstellungen 3. Latente Steuern 3. Kurzfristige Schulden 1. Kurzfristige Finanzschulden 2. Verbindlichkeiten sonst. Lief. u. Leist. 3. Kurzfristige Rückstellungen 4. Steuerverbindlichkeiten |

## Gewinnermittlung nach IAS 1.82
Die Gewinnermittlung muss anhand des Gesamtkostenverfahrens (IAS 1.102) oder Umsatzkostenverfahrens (IAS 1.103) erfolgen. Der IAS unterscheidet zwischen einem Gesamtergebnis und einem sonstigen Ergebnis. Letzteres stellt jene Eigenkapitalveränderungen dar, die sich nicht in der Gewinn- und Verlustrechnung niederschlagen und nicht Privateinlagen oder -entnahmen sind (z. B. realisierte Neubewertungsreserven, Wechselkursgewinne/-verluste bei Auslandsgeschäften, Veränderungen im Fair Value von Vermögensgegenständen usw.).